# Leo Wilden
Leo Wilden (ur. 3 lipca 1936 w Düren, zm. 5 maja 2022 tamże) – piłkarz niemiecki, występujący na pozycji obrońcy.
W latach 1960–1964 rozegrał 15 meczów w reprezentacji RFN. Był rezerwowym na mistrzostwach świata 1962.
Z drużyną 1. FC Köln zdobył dwukrotnie mistrzostwo (1962, 1964) oraz wicemistrzostwo Niemiec (1965)